# Deutsche Meisterschaft im karnevalistischen Tanzsport 2010
Die 39. Deutsche Meisterschaft im karnevalistischen Tanzsport 2010 fand vom 13. bis zum 14. März 2010 in der Hanns-Martin-Schleyer-Halle in Stuttgart statt. Veranstalter war der Bund Deutscher Karneval e.V.; als Ausrichter trat der Landesverband Württembergischer Karnevalvereine e.V. 1958 auf.
Die Meisterschaft wurde in den fünf Disziplinen Tanzmariechen, Tanzpaare, Tanzgarden, Gemischte Garden (nur Aktive) sowie Schautanz in den Altersklassen Jugend, Junioren und Aktive durchgeführt. Insgesamt traten 169 Starter aus 69 Vereinen an.

## Jugend
Jahrgänge 1999 bis 2004.

### Tanzpaare
| Platz | Tänzerin        | Tänzer              | Verein                                            | Punkte |
| ----- | --------------- | ------------------- | ------------------------------------------------- | ------ |
| 1     | Celine Müller   | Fabian Stollsteimer | GFTB "Die Filderer" e.V., Leinfelden-Echterdingen | 460    |
| 2     | Nina Bonn       | Nico Bonn           | KG Wendene Seempött 1986 e.V.                     | 449    |
| 3     | Leonie Fühner   | Artur Schweizer     | Stadtgarde Rheine e.V.                            | 433    |
| 4     | Lisa Hartig     | Kai Thyroff         | FG 1970 Stadtgarde Helmbrechts                    | 426    |
| 5     | Sophia Arnold   | Justin Oliver Jäger | KG Polizei Heidelberg 1958 e.V.                   | 421    |
| 6     | Maja Wunder     | Riccardo Di Lorenzo | 1. Hofer Karnevalsgesellschaft Narhalla e.V.      | 420    |
| 7     | Belen Gebissa   | Denis Schmunk       | KK Buchnesia Nürnberg e.V.                        | 409    |
| 8     | Vanessa Gaedke  | Niklas Milewicz     | KG Scharwache Alsdorf 1966 e.V.                   | 408    |
| 9     | Janina Zündorf  | Tim Ademes          | KG Fidele Sandhasen Oberlar                       | 408    |
| 10    | Helene Parschan | Felix Poppel        | Schleusinger Carnevalsclub "Slusia" e.V.          | 396    |

### Tanzgarden
| Platz | Verein                                            | Gruppe                   | Punkte |
| ----- | ------------------------------------------------- | ------------------------ | ------ |
| 1     | TSG KG Rote Funken Harsewinkel e.V.               |                          | 464    |
| 2     | KK Buchnesia Nürnberg e.V.                        | Jugendgarde              | 459    |
| 3     | KTSC Lauda e.V.                                   | Die kleinen Rebengeister | 453    |
| 4     | Großenritter CG 1949 Baunatal                     | Rittergarde              | 449    |
| 5     | TSG Coburger Mohr e.V.                            | Jugendgarde              | 442    |
| 6     | SVK 11er-Rat "Die Holzbiere" Karlsruhe-Knielingen | Mini-Schnooge            | 437    |
| 7     | TSV Wiesental-Dettenheim                          | Fortunagarde             | 435    |
| 8     | TK Rote Husaren Neuenkirchen                      | Jugendgarde              | 433    |
| 9     | KG Attendorn e.V. "Die Kattfiller"                | Die Mini Biggesterne     | 417    |
| 10    | KG Die Löwengarde Eschweiler                      | Jugendgarde              | 414    |
| 11    | Stadtgarde Rheine e.V.                            | Jugendgarde              | 411    |

### Tanzmariechen
| Platz | Tänzerin            | Verein                                            | Punkte |
| ----- | ------------------- | ------------------------------------------------- | ------ |
| 1     | Elena Krieft        | TSG KG Rote Funken Harsewinkel e.V.               | 470    |
| 2     | Laura-Luisa Englert | KTSC Lauda e.V.                                   | 465    |
| 3     | Nina Bonn           | KG Wendene Seempött 1986 e.V.                     | 454    |
| 4     | Celine Müller       | GFTB "Die Filderer" e.V., Leinfelden-Echterdingen | 453    |
| 5     | Paulina Fölling     | TSG KG Rote Funken Harsewinkel e.V.               | 451    |
| 6     | Jasmin Bouhra       | KTSC Lauda e.V.                                   | 447    |
| 7     | Vanessa Wohlfarth   | KTSC Lauda e.V.                                   | 440    |
| 8     | Lea Brinster        | TSC KG Rote Funken Harsewinkel e.V.               | 439    |
| 9     | Melina Scheidhauer  | KG Fidele Sandhasen Oberlar                       | 435    |
| 10    | Ilaria Vitulano     | Tanzsportgarde Plankstadt 2008 e.V.               | 431    |

### Schautanz
| Platz | Verein                              | Gruppe                                           | Punkte |
| ----- | ----------------------------------- | ------------------------------------------------ | ------ |
| 1     | KTSC Lauda e.V.                     | Sind wir noch zu retten?                         | 482    |
| 2     | TSG KG Rote Funken Harsewinkel e.V. | Käfer? Käfer!                                    | 472    |
| 3     | NG "Strumpfkapp Ahoi" e.V., Lauda   | Kleine geladene Teilchen – Finger weg vom Strom! | 459    |
| 4     | Soul-City-Dancers des TSV Hof       | Dschungelalarm                                   | 453    |
| 5     | Faschingsgilde Marktredwitz-Dörflas | Pfadfinder! Den Helden der Natur auf der Spur    | 449    |
| 5     | Großenritter CG 1949 Baunatal       | Schutzengel – wir sind immer für dich da         | 449    |
| 7     | KC Röttenbach "Die Besenbinder"     | Gesucht und gefunden, giftig oder genießbar      | 448    |
| 8     | Narrenzunft Schmalzloch Hörden e.V. | Fein, zart und lecker!                           | 441    |
| 9     | Suttroper Karnevalsgesellschaft     | Big Mama und die Kinder vom schwarzen Kontinent  | 431    |
| 10    | TK Rote Husaren Neuenkirchen        | Eine Busfahrt                                    | 430    |
| 11    | Tanzsportgarde TSV Bocholt          | Wir Igel, die Winterschläfer                     | 425    |

## Junioren
Jahrgänge 1995 bis 1998.

### Tanzpaare
| Platz | Tänzerin              | Tänzer           | Verein                                            | Punkte |
| ----- | --------------------- | ---------------- | ------------------------------------------------- | ------ |
| 1     | Sina Erb              | Markus Schieber  | TSV Wiesental-Dettenheim                          | 475    |
| 2     | Janine Beckmann       | Nikolai Behrens  | TK Rote Husaren Neuenkirchen                      | 468    |
| 3     | Jaqueline Hildgartner | Robin Bottler    | TSG KG Rote Funken Harsewinkel e.V.               | 467    |
| 4     | Carolin Wagner        | Marcel Weiss     | 1. Korntal-Münchinger Karnevalsverein "Hano" e.V. | 461    |
| 5     | Sarah Philips         | Christian Müller | KK Buchnesia Nürnberg e.V.                        | 441    |
| 6     | Selina Geywitz        | Luca Fischer     | Backnanger Karnevalsclub e.V.                     | 440    |
| 7     | Madeleine Stadelmann  | Daniel Trabold   | Mainfunken Aschaffenburg                          | 433    |
| 8     | Katharina Hüttel      | Sven Bednorz     | KG "Kick Ens" e.V. Düren-Rölsdorf                 | 430    |

### Tanzgarden
| Platz | Verein                                            | Gruppe        | Punkte |
| ----- | ------------------------------------------------- | ------------- | ------ |
| 1     | TSG KG Rote Funken Harsewinkel e.V.               |               | 474    |
| 2     | Großenritter CG 1949 Baunatal                     | Prinzengarde  | 466    |
| 3     | KTSC Lauda e.V.                                   | Royalgarde    | 463    |
| 4     | KK Buchnesia Nürnberg e.V.                        | Juniorengarde | 459    |
| 5     | TSG Coburger Mohr e.V.                            | Juniorengarde | 454    |
| 6     | SVK 11er-Rat "Die Holzbiere" Karlsruhe-Knielingen | Burgaugarde   | 444    |
| 6     | TSV Wiesental-Dettenheim                          | Phoenixgarde  | 444    |
| 8     | TK Rote Husaren Neuenkirchen                      | Juniorengarde | 444    |

### Tanzmariechen
| Platz | Tänzerin            | Verein                                            | Punkte |
| ----- | ------------------- | ------------------------------------------------- | ------ |
| 1     | Michelle Maldonado  | TSG Coburger Mohr e.V.                            | 485    |
| 2     | Raquel Escoz        | TSG KG Rote Funken Harsewinkel e.V.               | 474    |
| 3     | Vanessa Baranowsky  | TSV Wiesental-Dettenheim                          | 470    |
| 4     | Helena Meyer-Wilmes | TSG KG Rote Funken Harsewinkel e.V.               | 465    |
| 5     | Carolin Wagner      | 1. Korntal-Münchinger Karnevalsverein "Hano" e.V. | 462    |
| 6     | Sofia Schulz        | KTSC Lauda e.V.                                   | 460    |
| 7     | Lorena Ruthard      | KK Buchnesia Nürnberg e.V.                        | 458    |
| 8     | Laura Behringer     | KTSC Lauda e.V.                                   | 455    |

### Schautanz
| Platz | Verein                                            | Gruppe                                           | Punkte |
| ----- | ------------------------------------------------- | ------------------------------------------------ | ------ |
| 1     | TSG KG Rote Funken Harsewinkel e.V.               | Wo ist die Kokosnuss?                            | 477    |
| 2     | KTSC Lauda e.V.                                   | Sind wir schon Game Over?                        | 470    |
| 3     | Großenritter CG 1949 Baunatal                     | Mensch und Tier in Not                           | 468    |
| 4     | Karnevalsfreunde Esslingen e.V.                   | Kinder haben Rechte                              | 464    |
| 5     | TSC "Der Dürmer Faschenaacht" e.V. Walldürn       | Bühne frei – habt Spaß dabei                     | 452    |
| 6     | Narrenzunft Schmalzloch Hörden e.V.               | Angebissen?                                      | 451    |
| 7     | SVK 11er-Rat "Die Holzbiere" Karlsruhe-Knielingen | Amor und seine Liebesarmee                       | 449    |
| 8     | NG "Strumpfkapp Ahoi" e.V., Lauda                 | Schwarz oder Weiß? – Es siegt, wer clever zieht! | 447    |

## Aktive
Jahrgang 1994 und älter.

### Tanzpaare
| Platz | Tänzerin           | Tänzer           | Verein                                      | Punkte |
| ----- | ------------------ | ---------------- | ------------------------------------------- | ------ |
| 1     | Mariana Höfer      | Sebastian Beer   | KK Buchnesia Nürnberg e.V.                  | 483    |
| 2     | Lena Kern          | Kai Lenz         | Tanzsportverein Landau e.V.                 | 470    |
| 3     | Svetlana Wottschel | Enrico Menico    | Tanzsportverein Landau e.V.                 | 463    |
| 4     | Verena Schmidt     | Daniel Dürr      | FG "Die Eibanesen" e.V., Nürnberg           | 463    |
| 5     | Angelina Hauck     | Marcel Luksch    | Große CG "Feuerio" Mannheim 1898 e.V.       | 461    |
| 6     | Kirsten Orth       | Stefan Nagel     | Tanzsportverein Landau 2002 e.V.            | 459    |
| 7     | Vanessa Ganser     | Tim Dommermuth   | KV "Böhler Hängsching" e.V., Böhl-Iggelheim | 458    |
| 8     | Inga Dahlen        | Sonny Königstein | KG Horbacher Freunde 1998 e.V.              | 449    |

### Tanzgarden
| Platz | Verein                                            | Gruppe            | Punkte |
| ----- | ------------------------------------------------- | ----------------- | ------ |
| 1     | Großenritter CG 1949 Baunatal                     | Stadtgarde        | 487    |
| 2     | TK Rote Husaren Neuenkirchen                      | Aktivengarde      | 482    |
| 3     | KK Buchnesia Nürnberg e.V.                        | Selleriegarde     | 475    |
| 4     | Tanzsportverein Landau 2002 e.V.                  | Garde             | 472    |
| 5     | TSG KG Rote Funken Harsewinkel e.V.               | Seniorengarde     | 470    |
| 6     | SVK 11er-Rat "Die Holzbiere" Karlsruhe-Knielingen | Victoriagarde     | 464    |
| 7     | Große CG "Feuerio" Mannheim 1898 e.V.             | Weibliche Garde   | 461    |
| 8     | KG Humor 1878 Merzig e.V.                         | Grün-Weiße-Funken | 457    |

### Gemischte Garden
| Platz | Verein                                            | Gruppe        | Punkte |
| ----- | ------------------------------------------------- | ------------- | ------ |
| 1     | Tanzsportverein Landau e.V.                       |               | 482    |
| 2     | Große CG "Feuerio" Mannheim 1898 e.V.             | Prinzengarde  | 468    |
| 3     | KG Fidele Sandhasen Oberlar                       |               | 462    |
| 4     | Tanzsportgemeinschaft Bellheim e.V.               | Kurpfalzgarde | 459    |
| 5     | KK Buchnesia Nürnberg e.V.                        |               | 458    |
| 6     | KG Schwerfe bliev Schwerfe, Schwerfen             |               | 449    |
| 7     | Schwetzinger Carneval-Gesellschaft e.V.           |               | 446    |
| 8     | Mühlburger Carnevals Gesellschaft e.V., Karlsruhe | Mixed-Team    | 442    |

### Tanzmariechen
| Platz | Tänzerin           | Verein                                      | Punkte |
| ----- | ------------------ | ------------------------------------------- | ------ |
| 1     | Anna-Ellena Blatz  | KTSC Lauda e.V.                             | 487    |
| 2     | Saskia Köhl        | TSG KG Rote Funken Harsewinkel e.V.         | 478    |
| 3     | Madelaine Lilli    | Tanzsportgarde Plankstadt 2008 e.V.         | 472    |
| 4     | Svetlana Wottschel | Tanzsportverein Landau 2002 e.V.            | 470    |
| 5     | Vanessa Ganser     | KV "Böhler Hängsching" e.V., Böhl-Iggelheim | 461    |
| 6     | Kirsten Orth       | Tanzsportverein Landau 2002 e.V.            | 461    |
| 7     | Lena Kern          | Tanzsportverein Landau 2002 e.V.            | 460    |
| 7     | Vanessa Pavia      | Schwetzinger Carneval-Gesellschaft e.V.     | 460    |

### Schautanz
| Platz | Verein                                      | Gruppe                                      | Punkte |
| ----- | ------------------------------------------- | ------------------------------------------- | ------ |
| 1     | KG Horbacher Freunde 1998 e.V.              | Wie aus Liebe Leben wird                    | 487    |
| 2     | Große CG "Feuerio" Mannheim 1898 e.V.       | Dornröschen                                 | 486    |
| 3     | TSC "Der Dürmer Faschenaacht" e.V. Walldürn | Mitten in Asien                             | 473    |
| 4     | Großenritter CG 1949 Baunatal               | Comeback                                    | 472    |
| 5     | TSG KG Rote Funken Harsewinkel e.V.         | Nimm dein Leben selbst in die Hand          | 470    |
| 6     | Effect's Coburger Turnerschaft 1861 e.V.    | Samurai – Schwertkrieger mit Stolz und Ehre | 463    |
| 7     | KTSC Lauda e.V.                             | Walpurgisnacht                              | 462    |
| 8     | Karnevalsfreunde Esslingen e.V.             | ... und wovon träumst du?                   | 459    |